# Konc
Konc je naselje v Občini Laško.